# Chiesa del Sacro Cuore di Gesù (Losine)
La chiesa del Sacro Cuore di Gesù, o anche solo chiesa del Sacro Cuore, è la parrocchiale di Losine, in provincia e diocesi di Brescia; fa parte della zona pastorale della Media Val Camonica.

## Descrizione

### Esterno
La facciata a salienti della chiesa, rivolta a sudest, è suddivisa da una cornice marcapiano in due registri, entrambi scanditi da lesene; quello inferiore, affiancato dalle due modeste ali laterali, presenta centralmente il portale d'ingresso timpanato e sopra la scritta "Venite ad me omnes", mentre quello superiore è caratterizzato da una finestra e coronato dal frontone triangolare.
Il campanile, che sorge accanto all'antica chiesa posta a pochi metri dalla parrocchiale del Sacro Cuore di Gesù, è a pianta quadrata; presenta, all'altezza della cella, una monofora per lato ed è coronato dalla cupola a cipolla.

### Interno
L'interno dell'edificio si compone di un'unica navata, sulla quale si affacciano le cappelle laterali introdotte da archi a tutto sesto e le cui pareti sono scandite da lesene d'ordine composito sorreggenti la trabeazione modanata e aggettante sopra la quale si imposta la volta a botte; al termine dell'aula si sviluppa il presbiterio, rialzato di alcuni gradini e chiuso dall'abside di forma poligonale.